# تابین (کالیفرنیا)
تابین (به انگلیسی: Tobin) یک منطقهٔ مسکونی در ایالات متحده آمریکا است که در شهرستان پلوماس، کالیفرنیا واقع شده‌است. تابین ۱۳٫۰۲۵ کیلومتر مربع مساحت و ۱۲ نفر جمعیت دارد و ۶۲۹ متر بالاتر از سطح دریا واقع شده‌است.